# Windmill Lane Studios
Windmill Lane Studios, también conocido como "U2 studio", es un estudio de grabación de música de tres pisos situado en Dublín, Irlanda. Se encuentra en Windmill Lane, una calle pequeña al sur de City Quay y el Río Liffey y un poco al norte de Pearse Station. Se abrió en 1978 por Brian Masterson quien es un director de compañía y un ingeniero. Fue utilizado originalmente para grabar música tradicional Irlandesa hasta que U2 comenzó a grabar allí. Antes de esto, las bandas Irlandesas de rock como Thin Lizzy o The Boomtown Rats grabaron sus grabaciones fuera de Irlanda. Ahora está tapiado, con los estudios actuales movidos a otra parte. 
Sin embargo, los estudios todavía son un símbolo popular cultural y son visitados regularmente por turistas, particularmente aquellos que son de los Estados Unidos. Se han expresado críticas entre los activistas locales en planes propuestos para convertir el antiguo edificio en un edificio de oficinas de seis pisos. Pulse Recording College recientemente tomó posesión de los estudios. El colegio ha enviado previamente estudiantes para trabajar en Windmill Lane después de graduarse y estos estudiantes han colaborado con 50 Cent, Bryan Adams, Moya Brennan, Donovan, Jon Bon Jovi y New Order.
Windmill Lane Studios es reconocido mundialmente por su conexión con artistas internacionalmente conocidos de origen irlandés como U2, The Cranberries, Sinéad O'Connor, Eleanor McEvoy, The Corrs, y Clannad, mientras que Van Morrison lo adquirió para su propio uso personal en 2006. Juniper, la banda que luego se convirtió en Bell X1 y Damien Rice, grabó material durante su breve existencia en la década de 1990, incluyendo la canción que los dividió de forma creativa. La canción de The Clannad, "Theme from Harry's Game", que fue a las listas en Países Bajos, Suecia y el Reino Unido, como también en Irlanda, fue grabada originalmente en Windmill Lane Studios. 
Artistas internacionales han hecho uso en estos estudios; incluyendo los Rolling Stones, Kate Bush, Kylie Minogue, R.E.M., Elvis Costello, The Waterboys y las Spice Girls. 
Los álbumes grabados enteramente o parcialmente en Windmill Lane Studios incluyen Boy, War y The Joshua Tree por U2, Back on Top, Magic Time y Pay the Devil por Van Morrison, Hounds of Love por Kate Bush, Fisherman's Blues por The Waterboys, y Spike por Elvis Costello. 
Los productores como Steve Lillywhite, Brian Eno, Daniel Lanois, Stephen Street, Geoff Emerick, Nellee Hooper, Trevor Horn, Flood y Don Was han hecho uso extensivo de las instalaciones en Windmill Lane Studios.
Las bandas sonoras de varias películas han sido grabadas en Windmill Lane Studios. Incluyen bandas sonoras de películas como A Room with a View, The Remains of the Day, The Mask y The Tailor of Panama, como también The Grifters, My Left Foot y A River Runs Through It. Las orquestas a menudo grabaron su música allí ya que era uno de los lugares más grandes en Irlanda para hacerlo. Windmill Lane Studios ha sido recomendado como una atracción turística por publicaciones como The New York Times. Muchas personas se sienten atraídas por las grandes cantidades de grafiti dejado como un tributo a artistas como U2 y hasta agregaron cosas cuando visitaron el lugar.